# Römersköpfchen bei Messerich
Koordinaten: 49° 56′ 48″ N, 6° 27′ 32″ O
Das Naturschutzgebiet Römersköpfchen bei Messerich liegt im Eifelkreis Bitburg-Prüm in Rheinland-Pfalz. Das etwa 8 ha große Gebiet, das im Jahr 1987 unter Naturschutz gestellt wurde, erstreckt sich nordwestlich der Ortsgemeinde Messerich. Östlich fließt die Nims und verläuft die B 257.
Schutzzweck ist die Erhaltung der Keuperscharren und der Kalk-Magerrasen mit angrenzenden Gebüsch- und Mischwaldformationen als Lebensraum zahlreicher wärmeliebender, in ihrem Bestand äußerst gefährdeter Tier- und Pflanzenarten und deren Lebensgemeinschaften, insbesondere der Lothringer Lein-Variante des Enzian-Halbtrockenrasens.